# Синдхули (район)
Синдхули (непальск. सिन्धुली जिल्ला) — один из 75 районов Непала. Входит в состав зоны Джанакпур, которая, в свою очередь, входит в состав Центрального региона страны. Административный центр — город Камаламай.
Граничит с районом Рамечхап (на севере), районами Сарлахи, Махоттари и Дхануса (на юге), районами Удаяпур и Окхалдхунга зоны Сагарматха (на востоке), районом Каврепаланчок зоны Багмати (на северо-западе) и районом Макванпур зоны Нараяни (на юго-западе). Площадь района составляет 2491 км².
Население по данным переписи 2011 года составляет 296 192 человека, из них 142 123 мужчины и 154 069 женщин. По данным переписи 2001 года население насчитывало 279 821 человек. 64,47 % населения исповедуют индуизм; 30,43 % — буддизм; 0,98 % — христианство.